# Presence (groupe britannique)
Pour les articles homonymes, voir Présence.
Presence est un groupe éphémère de rock indépendant/new wave formé en 1990 par Lol Tolhurst, Michael Dempsey (tous deux anciens membres du groupe The Cure) et Gary Biddles (ancien chanteur de Fools Dance).
Michael Dempsey participe à l'élaboration des premières démos, il est présent sur le titre Soft, face B du premier single, mais ne reste pas dans le groupe. Il sera remplacé par le bassiste Roberto Soave qui a joué avec Shelleyan Orphan et Associates. Trois autres musiciens complètent la formation : Chris Youdell (ex membre de Then Jericho) aux claviers, Rob Steen aux guitares et Alan Burgess à la batterie.
Le groupe sort quatre singles et un album entre 1991 et 1993 avant de se séparer à la suite de l'insuccès de ces enregistrements. Michael Dempsey est crédité dans l'écriture de deux morceaux de l'album, tandis que Porl Thompson, guitariste de The Cure, joue sur deux autres.
En mars 2013, le second album du groupe, Closer, enregistré vingt ans plus tôt et demeuré inédit, est mis en écoute gratuite sur la plateforme SoundCloud. Il sera finalement commercialisé en avril 2014. Le bassiste Roberto Soave n'a pas participé à l'enregistrement et a été remplacé par Paul Redfern.
Alors qu'une reformation semblait prévue, le décès de Gary Biddles est annoncé le 17 avril 2013 par Lol Tolhurst via Facebook. 

## Discographie

### Singles
- In Wonder - 1991
- All I See - 1991
- Act of Faith - 1992
- Never/Act of Faith (promo seulement) - 1993

### Albums
- Inside - 1993
- Closer - 2014

## Membres
- Gary Biddles - chant
- Lol Tolhurst - claviers
- Michael Dempsey - basse
- Roberto Soave - basse
- Chris Youdell - claviers
- Rob Steen - guitares
- Alan Burgess - batterie

- Paul Redfern - basse sur Closer
- Kevin Kipnis - basse sur scène en 1993